# Ashland Railway
Die Ashland Railway (AAR-reporting mark: ASRY) ist eine amerikanische Shortline-Eisenbahngesellschaft in Ohio. Sitz des Unternehmens ist Ashland. Es wurde 1986 durch G. David Crane (1943–2008), damals auch Eigentümer der Pocono Northeast Railway, gegründet. Die Ashland Railway hatte 2007 zehn Beschäftigte.
Die Gesellschaft betreibt die frühere 51 Kilometer lange Erie-Railroad-Strecke von Mansfield nach West Salem sowie die frühere 40 Kilometer lange Baltimore-and-Ohio-Railroad-Strecke von Mansfield nach Willard. Übergänge bestehen in Mansfield zur Norfolk Southern Railway, in Plymouth zur Wheeling and Lake Erie Railway und in Willard zur CSX.
Die Strecke der Erie Railroad wurde bis zum 20. Februar 1986 durch Conrail betrieben. Anschließend übernahm die Ashland Community Improvement Corporation die Strecke und übertrug die Betriebsführung auf die Ashland Railway. Die Strecke nach Willard wurde am 15. November 1990 von CSX Transportation übernommen.
Wichtigste Transportgüter sind Papier, Plastikgranulat, Spielwaren, Getreide und sonstige Verbrauchsgüter. Die zehn Lokomotiven (GP 9, GP 38, NW 2M und SW 1500) von EMD befördern jährlich rund 7000 Güterwagen.
Daneben besaß die Gesellschaft von 1986 bis 2009 die Nutzungsrechte auf der 21 Kilometer langen Strecke von Lakehurst nach Woodmansie in New Jersey, die als nichtöffentliches Industriegleis betrieben wurde.